# Iglu
Iglu je naziv za vrstu nastambe izgrađene od snijega. 
Iako se iglui često povezuju sa svim Inuitima, koristili su ih samo narodi s kanadskog središnjeg Arktika te prostora oko grenlandskog mjesta Qaanaaq. Ostali inuitski narodi su koristili snijeg samo za izolaciju svojih nastambi koje su građene od koža i kostiju kitova.

## Način gradnje
Snijeg koji se koristi za izgradnju iglua mora imati dovoljno strukturne čvrstoće da ga se na odgovarajući način može rezati i slagati. Za tu svrhu najbolji je snijeg nanešen vjetrom; snijeg koji se lagano slegao na zemlju po mirnom vremenu nije koristan. Rupa koja ostaje u snijegu gdje su blokovi izrezani obično se koristi kao donja polovica nastambe. 
Izolacijska svojstva snijega omogućuju da unutrašnjost iglua ostane relativno topla, te se u nekim slučajevima ubacuje i po jedan blok bistrog slatkovodnog leda kako bi se omogućio prodor svjetlosti u iglu. Iglui koji su se koristili kao zimska skloništa imali su krevete izrađene od prhkog snijega, kože i krzna karibua. Ponekad se na ulazu napravi kratki tunel kako bi se smanjili gubici topline uzrokovani vjetrom pri otvaranju vrata. Kao vrata mogu se koristiti životinjske kože ili snježni blok.
Iglu se može učvrstiti odmah nakon gradnje stvaranjem većeg plamena zbog čega se unutrašnje stijenke zagrijavaju i polagano tope te pri hlađenju se ponovo zamrzavaju i međusobno povezuju. Upravo ta tehnika topljenja i ponovnog smrzavanja daju črvstoću igluu.